# Лигрето
Лигрето е игра с карти за 2 до 12 играчи. Целта на играта е картите да се изиграят по-бързо от останалите играчи, като се поставят в средата на масата. Вместо всеки играч да има собствен ход, всички играят едновременно. Играта е бърза и оживена и изисква внимание към картите играни от всички играчи. Играта е подходяща както за деца над 8 години, така и за възрастни, като възрастта не е от значение за успеха в играта.
Играта е подобна на Dutch Blitz, популярна в Северна Америка от 1960 и верочтно е базирана на нея.
Играта е описана за първи път от Майкъл Майкълс през 1988 в Rosengarten Spiele – Германия. Публикувана е в Schmidt-Spiele – Берлин, Германия през 2000.

## Описание и правила на игра
За игра се използва специален набор карти. Картите са номерирани от 1 до 10 и лицето им е оцветено в червен, зелен, жълт или син цвят. Всеки играч разполага с 40 карти (по десет от всеки цвят), които имат един и същ знак на гърба. Всеки от играчите играе с комплект карти с различен знак. Играчът разбърква своите карти преди началото на играта и изважда 10 карти на купче на масата, като го обръща с лицето нагоре така, че само най-горната карта да е видима. Поставя още три карти с лицето нагоре до купчето. Останалите карти остават в ръцете на играча. След началото на играта, играчите поставят едновременно карти в средата на масата, като се опитват да направят едноцветен куп в нарастващ ред. Нов куп може да се започне само с карта с номер '1', която се поставя на свободно място в средата на масата. Нов куп може да се започне по всяко време с карта '1', щом някой играч разполага с такава.
Играта е бърза и бавните играчи могат да пропуснат възможност да играят, ако по-бърз играч постави карта на съответния куп, преди те да са реагирали. Често се случва повече от един играчи да поставят еднаква карта на даден куп. За пръв се счита този, чиято карта е най-отдолу. Само неговата карта остава, а другите си прибират своята карта. Играчът може да поставя карти от своите три, обърнати на масата или най-горната от своя куп. Ако няма подходяща карта, то отброява 3 карти от тези в ръцете си и поглежда третата. Играчът може да я постави, ако е подходяща за някоя от поредиците на масата. Отброените карти се добавят от долната страна на картите в ръцете му. Когато играч изиграе една от трите обърнати карти в средата на масата, то на нейното място поставя най-горната карта от собствения си куп. Играта протича като скоростно състезание, като опитните играчи следят не само своите обърнати карти и куп, но и тези на другите играчи. Играчът свършил всичките си карти от своя куп казва „Лигрето стоп!“ с което завършва съответното раздаване.

## Резултат
Всички изиграни карти в средата на масата се обръщат и се връщат на играчите в зависимост от означението на гърба им. Всеки играч брои изиграните си карти. Играчите получават по една точка за всяка изиграна карта в средата на масата и по две наказателни точки за всяка карта останала в техния куп. Не винаги играчът завършил играта записва най-висок резултат. Възможно е също играч да има отрицателен резултат. След пресмятане и записване на резултата, играчите разбъркват 40-те си картите и започва следващото раздаване.
Играта продължава докато един от играчите на направи 99 с което печели играта.

## Комплекти за игра
Лигрето се разпространява в червена, зелена и синя опаковка. Всяка опаковка съдържа карти за 4 играчи, с различно означение на гърба им. В играта могат едновременно да участват 12 играчи, ако разполагате и с трите комплекта.